# Genio del male

Rudolf Klein-Rogge nei panni del Dottor Mabuse, nel classico film Il dottor Mabuse del 1922 di Fritz Lang.

Il genio del male è un archetipo di antagonista dell'eroe, presente nelle opere di fantasia appartenenti a vari generi e in particolare in quelli di spionaggio, azione o comici. Può essere considerato un personaggio stereotipato.

## Definizione e caratteristiche
I geni del male sono, come dice il nome stesso, personaggi geniali dotati di grande intelligenza, che però scelgono di usare la loro conoscenza per scopi malvagi (immoralità) e tendono a sviluppare piani su grande scala (megalomania). Per poter essere considerato un genio del male, il personaggio deve usare l'astuzia per elaborare piani complessi che causeranno caos e distruzione. La riuscita dei loro schemi spesso dipende da dettagli banali che gli eroi possono utilizzare per sventare i loro piani al climax della storia.
In genere i geni del male hanno avuto un'infanzia difficile: sono divenuti orfani, magari testimoni dell'orribile morte dei genitori. Paradossalmente questa è spesso anche l'origine dei supereroi.
La vanità è una caratteristica comune tra i geni del male, al punto che spesso declamano i loro grandi progetti all'avversario (il famoso monologo finale), o compromettono in qualche modo i loro piani in un momento di eccessiva fiducia. La loro scusa per questa fatale sceneggiata è in genere che solo l'eroe può apprezzare il piano del Genio. Queste caratteristiche li portano a fregiarsi di importanti titoli, professionali e non (spesso del tutto inventati), quali "Dottore", "Barone", o "Il Magnifico".

## Geni del male e scienziati pazzi

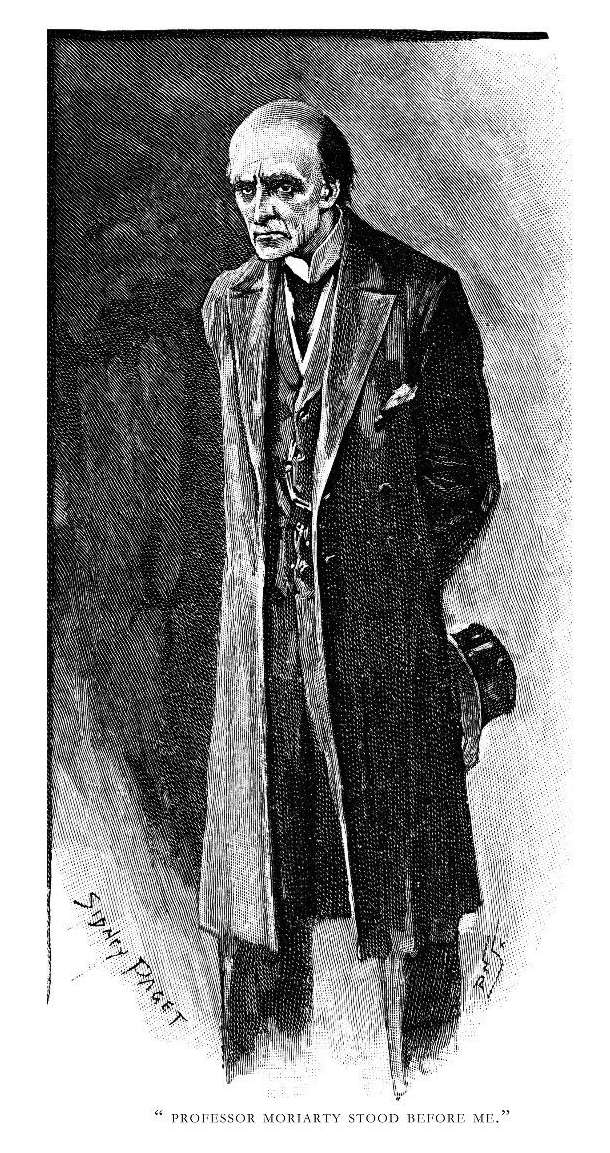
Il Professor Moriarty, la nemesi di Sherlock Holmes

Un genio del male può anche essere uno scienziato pazzo, ma i due stereotipi non si sovrappongono sempre. Un genio del male infatti, per quanto molto intelligente, non è necessariamente uno scienziato, mentre uno scienziato pazzo non è necessariamente malvagio o consapevole dei danni che provoca.

## Il genio del male in farsa
In opere letterarie o cinematografiche di genere comico, l'archetipo del genio del male viene spesso portato all'eccesso. È soprattutto in questi contesti che un "genio del male" arriva ad autodefinirsi tale, con compiacimento. Due esempi di geni del male parodistici sono il Dottor Male nei film di Austin Powers (il cui figlio, coerentemente, si chiama "Male" di cognome) e Jumba Jookiba di Lilo & Stitch (che anche dopo essersi ravveduto, continua a usare l'espressione genio del male riferita a se stesso, come se si trattasse di una sorta di professione). Anche Stewie Griffin, personaggio della serie I Griffin è la caricatura di un piccolo genio del male, sempre intento a costruire armi e ordigni pericolosi per uccidere sua madre e conquistare il mondo. Altro esempio di parodia dell’archetipo è il dottor Heinz Doofenshmirtz, della serie animata Phineas&Ferb, dove il personaggio fa monologhi sulla sua infanzia comicamente tragica (per esempio dice che sua madre non era presente il giorno della sua nascita) per introdurre le sue armi alla sua nemesi, l’agente P (o Perry l’ornitorinco). Le sue armi sono spesso legate alle storie narrate ma altre volte hanno solo lo scopo di conquistare Danville, tutte finiscono con il suffisso “inator” e hanno un pulsante di autodistruzione con il quale vengono quasi sempre distrutte.